# الأكاديمية المكسيكية للعلوم
الأكاديمية المكسيكية للعلوم (بالإسبانية: Academia Mexicana de Ciencias) هي منظمة غير ربحية تضم أكثر من 1.800 عالم مكسيكي متميز، مرتبطون بمؤسسات مختلفة في المكسيك، بالإضافة إلى عدد من الزملاء الأجانب البارزين، بما في ذلك العديد من الفائزين بجائزة نوبل. تأسست المنظمة التي تشمل العلوم الدقيقة والطبيعية وكذلك العلوم الاجتماعية والإنسانية على الإيمان بأن التعليم القائم على حقيقة المعرفة العلمية هو الوسيلة الوحيدة على المدى القصير والطويل لتحقيق التنمية للروح المكسيكية والسيادة الوطنية.
الأكاديمية هي منتدى مفتوح للنقاش والنقد والمواجهة المحترمة للأفكار والنماذج، ولكن قبل كل شيء التسامح والاتفاق. تكمن قوتها في التزام وعمل أعضائها، وهي بحكم طبيعتها تشكل مجالًا مثاليًا للتحليل المستقل متعدد التخصصات لواقع البلد. من خلال برامجها تتعهد الأكاديمية بالتزامها بنشر المعرفة وقيم العلوم، وتعزيز التحسينات في جودة التعليم ورفع مكانة العلم في مختلف مجالات الحياة الوطنية.

## المبادئ والرسالة
- للحفاظ على وضعها المستقل.
- ليكون بمثابة المتحدث باسم المجتمع العلمي مع المجتمع والدولة المكسيكية.
- الدعوة إلى الجودة والاحتراف والأمانة في البحث العلمي والتدريب والنشر.
- لتعزيز تنمية وتوطيد المجتمع العلمي المكسيكي.
- للتأكد من أن الهدف من إنتاج وتنفيذ ونشر المعرفة العلمية هو دائمًا تنمية القدرات الإبداعية والفكرية للأفراد والمجتمع.

## الأهداف
- لتجميع أبرز الباحثين في المكسيك في مختلف مجالات العلوم وتعزيز الاعتراف العام بعملهم.
- لتشجيع البحث العلمي والتدريب والنشر في المكسيك.
- للدعوة إلى الاستفادة القصوى من إنتاج الباحثين المكسيكيين.
- للحصول على الاعتراف الوطني والدولي للعلماء المكسيكيين.
- لتعزيز التبادل المباشر مع المنظمات العلمية والمجتمعات في البلدان الأخرى.

## مجلس الإدارة التنفيذي
وفقًا للنظام الأساسي للأكاديمية فإن مجلس التوجيه مسؤول عن الإشراف على جميع شؤون الأكاديميين وإدارتها، وتنفيذ القرارات المتخذة في الجمعيات العامة العادية وغير العادية. وتتكون من رئيس ونائب رئيس وسكرترين أحدهما يعينه الرئيس القادم والآخر بالتصويت، وأمين صندوق سيعمل في مجلس الإدارة لمدة عامين. وسيشغل نائب الرئيس منصب الرئيس خلال الفترة التالية.

## اللجان الخاصة
الأكاديمية لديها لجان خاصة للقضايا ذات الأهمية الوطنية. تشارك هذه اللجان في دراسات تستخدم المعرفة المتخصصة للأكاديميين والطبيعة الأكاديمية متعددة التخصصات لتحليل أحدث القضايا المختلفة، من خلال مقارنة الوضع الوطني مع الوضع في البلدان الأخرى وكذلك تقديم توصيات لمساعدة الحكومة السلطات في صنع القرار. حتى الآن تم إنشاء لجان خاصة بشأن المياه والتكنولوجيا الحيوية وخلايا البخار والاستنساخ.

## التواصل والنشر
لدى الأكاديمية قسم للاتصال والنشر يروج للأنشطة والإعلانات والجوائز والاجتماعات من خلال المؤتمرات الصحفية والصحافة المكتوبة والإذاعة.
- موقع ويب الأخبار: توفر صفحة الأخبار معلومات عن أنشطة الأكاديمية والمؤسسات المماثلة بالإضافة إلى بيانات مفيدة حول العلوم والتكنولوجيا لوسائل الإعلام المكسيكية.[3]
- مجلة سينسيا: تأسست سينسيا منذ أكثر من 50 عامًا، وهي عبارة عن مراجعة ربع سنوية مع نسخة مطبوعة من 6،000 والتي تستهدف أعضاء المجتمع العلمي والتعليم العالي ومعاهد البحث وجميع المهنيين الذين يرغبون في مواكبة التطورات العلمية والتخطيط العلمي والسياسة وتدريب الموارد البشرية.
- المنشورات: حتى الآن نشرت الأكاديمية أكثر من 50 منشورًا بما في ذلك دراسات ومشاريع حول مواضيع مختلفة.

## الرعاية
منذ إنشائها تمتعت الأكاديمية المكسيكية للعلوم بدعم من مختلف المؤسسات العامة والخاصة التي ساهمت بسخاء في أنشطتها. وتشمل هذه المجلس الوطني للعلوم والتكنولوجيا ووزارة التعليم العام والجامعة الوطنية المستقلة في المكسيك، من بين المؤسسات الأخرى التي مكّنت الأوساط الأكاديمية من دمج العديد من البرامج وإنشاء برامج أخرى ودعم العديد من الأنشطة التي ينطوي عليها العمل العلمي للبلاد .